# Alexander Lesser
Alexander Lesser (1902 - 1982) fou un antropòleg estatunidenc. Treballà en la tradició de Franz Boas pel que fa a l'antropologia cultural americana però va adoptar postures crítiques de diverses idees dels seus companys boasians, i va arribar a ser conegut com un pensador original i crític, pionera diverses idees que més tard van arribar a ser àmpliament acceptades en l'antropologia.

## Biografia
Lesser estudià a la Universitat de Colúmbia. Quan era estudiant universitari va estudiar filosofia amb John Dewey i va fer els seus estudis de postgrau en antropologia amb Franz Boas. La seva primera esposa va ser Gene Weltfish, una companya antropòloga i caddoanista. Va estudiar la cultura i la història dels pawnees i altres indis de les planes, i s'especialitza en l'estudi de parentiu entre els pobles sioux. El seu treball de 1933 sobre la ghostdance entre els pawnese va ser el primer estudi antropològic d'un moviment de revitalització cultural. Lesser va ser un crític de l'antropologia psicològica de Ruth Benedict preferint un mode més historicitzat de l'explicació dels fenòmens culturals. El seu enfocament en la història, també el va portar a criticar l'ahistòric funcionalisme estructural de Radcliffe-Brown. El 1939 Lesser va trencar públicament amb el particularisme històric boasià, argumentant que és possible demostrar les regles generals de l'evolució cultural.
Durant Segona Guerra Mundial va treballar com a analista de ciències socials per al govern i, posteriorment, va passar diversos anys dirigint l'Associació d'Assumptes Indis d'Amèrica, i que serveix a la Consell Nacional d'Investigació. El 1947, juntament amb 10 companys de treball fou despatxat del Departament d'Estat, a causa de les seves opinions polítiques, però es va defensar amb èxit davant del tribunal i va rebre una disculpa del govern i la neteja del seu expedient.
A més de la seva contribució a l'etnografia de les planures, Lesser és ben conegut per la seva documentació de la llengua kitsai. Seguint Boas també va ser un dels primers antropòlegs a rebutjar la noció de raça com a construcció biològica vàlida. El 1935 va escriure: "No preguntem si els cavalls rossos són més intel·ligents que els negres, perquè no tenim un prejudici a priori contra el color de la pell en els cavalls .... actituds racials, teories racials i problemes racials s'han de reduir al lloc a què pertanyen, el regne dels fenòmens socials" (Lesser 1935-36:49)." Va ocupar càrrecs docents a la Universitat de Colúmbia, al Brooklyn College i a la Universitat Brandeis abans d'acabar la seva carrera a Universitat Hofstra, on va ser president del departament de l'antropologia i sociologia el 1960-1965.

## Treballs sel·lectes
- 1928. Bibliography of American Folklore. Journal of American Folk-lore 41:1-60.
- 1929. Kinship origins in the Light of Some Distributions. American Anthropologist 31:710-730.
- 1930a. Some Aspects of Siouan Kinship. Proceedings of the Twenty-Third International Congress of Americanists, lk. 563-571.
- 1930b. Levirate and Fraternal Polyandry among the Pawnee. Man 30:98-101.
- 1931. Superstition. Journal of Philosophy 28:617-628.
- 1932. Composition of the Caddoan Linguistic Stock. (Kaasautor Gene Weltfish.) Smithsonian Miscellaneous Collections, Vol. 87, No. 6.
- 1933a. Cultural Significance of the Ghost Dance. American Anthropologist 35:108-115.
- 1933b. The Pawnee Ghost Dance Hand Game. Columbia University Contributions to Anthropology, Vol. XVI. Columbia University Press, New York. (Reprint edition with new author’s foreword 1978, University of Wisconsin Press, Madison).
- 1935. Functionalism in Social Anthropology. American Anthropologist 37:385-393.
- 1935b On the Meaning of Race. Race: Devoted to Social, Political and Economic Equality 1 (1):21-24, 48-49.
- 1939a. Problems Versus Subject Matter as Directives of Research. American Anthropologist 41:574-582.
- 1939b. Research Procedures and Laws of Culture. Philosophy of Science 6:345-355.
- 1952. Evolution in Social Anthropology. Southwestern Journal of Anthropology 6:134-146.
- 1958. Siouan Kinship. University Microfilms International, Ann Arbor.
- 1961a. Social Fields and the Evolution of Society. Southwestern Journal of Anthropology 18:40-48.
- 1961b. Education and the Future of Tribalism in the United States: The Case of the American Indian. Social Science Review 35:135-143
- 1969. Kitsai Phonology and Morphophonemics. (Coauthor Salvador Bucca.) International Journal of American Linguistics 35:7-19.
- 1979. Caddoan Kinship Systems. Nebraska History 60:260-271.
- 1981. Franz Boas and the Modernization of Anthropology. In Totems and Teachers: Perspectives on the History of Anthropology. Columbia University Press, New York.
- 1984. History, Evolution and the Concept of Culture: Selected Papers by Alexander Lesser, edited by Sidney W. Mintz. Cambridge University Press, New York.